# Abbakka Chowta
Abbakka Chowta, född okänt år, död cirka 1570, var en indisk monark, drottning av Ullal, mellan cirka 1525 och 1570. Hon är berömd för sitt motstånd mot portugiserna och har kallats "Indiens första kvinnliga frihetskämpe". Under sin samtid var hon känd som "den orädda drottningen". I Karnataka firas hon jämsides med Rani Kittur Chennamma, Keladi Chennamma och Onake Obavva som en del i gruppen av Indiens främsta kvinnliga frihetshjältar. 

## Biografi

### Tidigt liv
Abbakka Chowta var brorsdotter (eller systerdotter) till Tirumala Raya, monark av furstendömet i området Tulu Nadu i Karnataka, som då styrdes av en dynasti vid namn Chowta. Denna monarki hade sin huvudstad omväxlande i Puttige och i hamnstaden Ullal, som då var mycket strategiskt placerad och eftertraktad av portugiserna, som vid denna tid hade etablerat sig i Indien. Furstendömet hade matrilinjär härstamning enligt Aliyasantana, och Abbakka var sin farbrors tronarvinge. Farbrodern tränade henne också i militär strategi och stridsteknik. Hon ingick som ung ett politiskt äktenskap med kung Lakshmappa Arasa av Banga i Mangalore, men övergav honom och återvände till Ullal.

### Regeringstid
Abbakka efterträdde vid närmare okänd tidpunkt, cirka 1525, sin farbror som regerande "rani" eller drottning i Ullal. Som regent fick hon hantera portugisernas expansionssträvanden söderut från Goa. Inrikespolitiskt upprätthöll hon balans mellan de olika religiösa grupperna genom att låta både muslimer och hinduer representeras i såväl administrationen som i armén, samtidigt som hon själv var anhängare av jainismen. Utrikespolitiskt bedrev hon en framgångsrik allianspolitik med de omgivande hinduiska och muslimska härskarna till skydd mot portugiserna. 
År 1555 lät portugiserna sända amiral Dom Álvaro da Silveira mot henne med en armé sedan hon vägrat betala tribut, men hon lyckades besegra honom och avvärja attacken. 
År 1568 anfölls Ullal ännu en gång av portugiserna, men även denna gång besegrades de av Abbakka. Portugals vicekung António Noronha sände då general João Peixoto att anfalla henne med den portugisiska flottan. Denna gång lyckades portugiserna erövra Ullal och det kungliga palatset. Drottning Abbakka undgick dock att tillfångatas genom att gömma sig i en moské. Under natten samlade hon 200 av sina soldater och lät anfalla och besegra portugiserna vid en nattlig attack. Hon lyckades inte bara döda general Peixoto och jaga portugiserna ur Ullal, utan fortsatte till Mangalore, som då i elva år hade tillhört portugiserna, och erövrade staden från dem.

### Död
Året därpå lyckades portugiserna återta Mangalore och slöt en allians med Abbakkas exmake. Själv slöt hon en allians med sultanen av Bijapur Ahmed Nagar och Zamorinen av Calicut. Zamorinens general Kutty Pokar Markar lyckades förstöra Mangalore, men dödades under återfärden. Abbakka Chowta besegrades slutligen av portugiserna i allians med sin exmake och fängslades. Hon gjorde emellertid uppror i fängelset och dödades under strid.